# وست هیلز (نیویورک)
وست هیلز، نیویورک (به انگلیسی: West Hills, New York) یک منطقه سرشماری‌شده در ایالات متحده آمریکا است که در شهرستان سافک، نیویورک واقع شده‌است.

## خصوصیات
وست هیلز ۱۲٫۸ کیلومترمربع مساحت و ۵٬۵۹۲ نفر جمعیت دارد و ۱۰۶ متر بالاتر از سطح دریا واقع شده‌است.